# Трубковик
Трубковик (Tubifex) — рід малощетинкових кільчастих червів родини Tubificidae.

## Поширення
Вид є космополітичним. Зустрічається повсюдно у стоячих водоймах або річках з повільною течією. Вид Tubifex costatus живе у морській воді.

## Опис
Різні види трубковиків сягають 15-85 мм завдовжки. Всі вони червоного забарвлення та живуть у трубках. Тіло членисте, вкрите щетинками, які ростуть пучками. На 9 сегменті знаходиться статевий орган.

## Значення
Трубковики використовуються в акваріумістиці як корм для риб. Їх продають у живому, замороженому або сушеному вигляді. Також трубковики є біоіндикаторами забруднення водойм.

## Види
Рід включає такі види:
- Tubifex blanchardi (Vejdovský, 1891)
- Tubifex harmani Loden, 1979[1]
- Tubifex costatus (Claparède, 1863)
- Tubifex ignotus (Stolc, 1886)[2]
- Tubifex kryptus Bülow, 1957
- Tubifex longipenis (Brinkhurst, 1965)[2]
- Tubifex montanus Kowalewski, 1919
- Tubifex nerthus Michaelsen, 1908
- Tubifex newaensis (Michaelsen, 1903)[2]
- Tubifex newfei Pickavance and Cook, 1971[2]
- Tubifex pescei (Dumnicka 1981)
- Tubifex pomoricus Timm, 1978
- Tubifex pseudogaster (Dahl, 1960)[2]
- Tubifex smirnowi Lastockin, 1927
- Tubifex superiorensis Brinkhurst and Cook, 1971[1]
- Tubifex tubifex (Mueller, 1774)[2]